# Sciapus costae
Sciapus costae är en tvåvingeart som beskrevs av Josef Mik 1890. Sciapus costae ingår i släktet Sciapus och familjen styltflugor. Inga underarter finns listade i Catalogue of Life.